# Dependència funcional
La dependència funcional és la situació d'una persona amb discapacitat que requereix ajuda o assistència per a realitzar activitats quotidianes. Aquesta situació es dona per les característiques pròpies (físiques, socials i psicològiques) i per les característiques del seu entorn i les activitats que desenvolupa. És una condició molt associada a la vellea sense limitar-se a aquesta condició. Necessiten una atenció de llarga durada.
Es pot actuar sobre la dependència funcional, com sobre qualsevol discapacitat en tres etapes: la prevenció, la intervenció i l'assistència o intervenció paliativa. Per al cas de la dependència cal tindre en compte que no solament és un problema mèdic o de salut, sinó també un problema social perquè té un impacta en la vida social de l'individu afectat.

## Història
El fenomen de la dependència ha existit sempre en la història de la humanitat però es generalitza en les societats postmodernes, pel que la seua generalització és un fet modern. Davant aquesta situació, aquest problema demana un espai públic propi a la protecció social. La protecció per a les persones en situació de dependència és una part de l'Estat del Benestar. Les Nacions Unides, el Consell d'Europa i la Unió Europea han emès documents respecte la dependència.
A Latinoamèrica, la dependència té una prevalència entre els adults majors del 20% a Colòmbia,el 13% a Xile i a Mèxic, del 13.8% de les dones i el 8.4% dels homes.

## Dimensions de la dependència
Les dimensions de la dependència són:
- econòmica: Una persona deixa de cotitzar al mercat laboral.
- física: pèrdua del control de les funcions corporals i d'interactuar amb l'entorn.
- social: pèrdua de persones i relacions significatives.
- mental: pèrdua de capacitat de resolució dels seus problemes i de prendre decisions pròpies.

«La dependència en una àrea de funcionament no implica la dependència en les altres àrees i, freqüentment, l'ajuda en una àrea tendeix a alleujar els problemes de dependència en altres àrees de funcionament». Així i tot, se sol considerar solament la dimensió física.

## Causes de la dependència
Les causes s'agrupen en:
- Causes físiques: fragilitat física, malalties cròniques i ús de fàrmacs. Dins de les causes físiques, les caigudes i el fet de ser dona són dues causes majors de dependència.[12]
- Causes mentals: trastorns mentals i trets de la personalitat.
- Causes contextuals: Ambient físic i ambient social (contingències ambientals i expectatives i estereotips).

## Atenció a la dependència
Hi ha diversos models d'estratègies d'intervenció per a les persones dependents que han tingut eficàcia demostrada:
- El model de protecció universal per a tots els ciutadans i que es finança mitjançant impostos, aplicat entre d'altres als països nòrdics, França i els Països Baixos.
- El model de protecció mitjançant el sistema de seguretat social, mitjançant prestacions econòmiques i de serveis finançats mitjançant cotitzacions, amb possibilitat de finançar-ho amb impostos per a cobrir les prestacions no contributives o equilibrar el sistema de manera financera. És seguit als països de l'Europa central.
- El model de protecció assistencial, dirigit sobretot als ciutadans sense recursos i que és finançat amb impostos. És seguit pels països d'Europa del Sud.

A més de l'atenció formal als dependents, l'atenció informal continua tenint un paper molt important malgrat que romàn nogensmenys insuficient.